# Villa Les Dunes
Pour plus de détails, voir Fiche technique et Distribution.
Villa Les Dunes est un film français réalisé en 1972 par Madeleine Hartmann-Clausset et sorti en 1975.

## Fiche technique
- Titre : Villa Les Dunes
- Réalisation :	Madeleine Hartmann-Clausset
- Conseiller technique : Néstor Almendros
- Scénario : Madeleine Hartmann-Clausset
- Photographie : François Pailleux
- Son : Pierre Befve et Dominique Hennequin
- Montage : François Berthé
- Production : Semeion Films
- Pays de production :  France
- Durée : 90 minutes
- Date de sortie : France : 11 juin 1975

## Distribution
- Christiane Bouchet
- Charles Berger
- Jean-Claude Hartmann
- Jean-Pierre Hartmann
- Ginette Jacquinot
- Benjamine Talleux
- Albert Bodart
- Carine Bodart
- François Dardoux

## Distinctions
- Grand prix de la critique au Festival de Dinard 1974[1]